# 최종환 (축구 선수)
최종환(崔鍾桓, 1987년 8월 12일 ~ )은 대한민국의 축구 선수이며 포지션은 풀백이다.

## 축구인 경력

### 선수 경력
2007년 울산 현대미포조선에 입단하였다. 3시즌 간 활약한 후 2010 시즌을 앞두고 실시된 드래프트에서 FC 서울에 지명되어 K리그 무대를 밟았다. 첫 시즌 1경기도 출전하지 못하였으나 두 번째 시즌 리그 7경기 1골을 기록하였다.
2012년 인천 유나이티드로 이적하였고 4월 11일 광주 FC와의 경기에서 데뷔골을 터뜨렸다. 이후 풀백으로 포지션을 변경하였고, 2013 시즌 초반 오른쪽 풀백 주전으로 출전하던 김창훈의 부진을 틈타 주전으로 도약하였다. 2014 시즌에는 풀백과 윙어, 공격형 미드필더를 오가며 30경기에 출전하여 4골을 기록하였다.
2015 시즌을 앞두고 병역 의무 이행을 위해 상주 상무에 입단하였다.
2018 시즌까지 인천에서 활약한 최종환은 계약만료로 팀을 떠났으나, 겨울 이적시장에서 팀을 찾지 못하고 6개월 동안 휴식기간을 가졌다.
2019년 6월 26일 최종환은 K리그2 서울 이랜드 FC로 이적하였다.
2020시즌을 앞두고 수원 FC에 입단했다.

## 수상

### 클럽

#### FC 서울
- K리그1
  - 우승 1회 : 2010
- K리그 리그컵
  - 우승 1회 : 2010

#### 상주 상무
- K리그2
  - 우승 1회 : 2015